# Llista negra
Una llista negra és una llista de persones, institucions o coses que han de ser rebutjades, discriminades, prohibides o perseguides.
N'hi ha de dos tipus: llistes més o menys tècniques i llistes discriminatòries. En la primera categoria és troben productes o productors problemàtics com per exemple la llista de les companyies aéries poc fiables o la de paradisos fiscals editades per la Comissió Europea. En la segona categoria s'hi llisten tota mena de grups per discriminar per qualsevol raó. Poden ser llistes publicades o privades.
Entre les llistes publicades famoses hi ha per exemple la llista dels artistes suspectes de simpaties amb el comunisme sota el maccarthisme (1950-1956) als Estats Units o el Sil·labus dels Errors, un llista d'idees modernistes que l'Església catòlica considera com nocives així com el seu Índex dels llibres prohibits (1559-1966). A una llista negra informal o privada per exemple, governs amb tendències autocràtiques posen els periodistes non grata pel règim qua non són convidats a conferències de premsa. Durant el franquisme, hi havia diverses llistes negres, de les quals la llista policial del 1969 amb els noms de més quatre cents catalans sospitoses de ser «filocomunista, catalano-separatista, democrata cristià o socialista.» va ser publicada el 2012. La dictadura militar argentina (1976-1983) va tenir la seva llista d'intel·lectuals perillosos. També hi ha empreses que fan llistes negres de sindicalistes.

En la tecnologia de la informació la llista negra, en argot black list, s'utilitza per a programari que crea més o menys automàticament llistes de dominis o adreces electròniques pels quals l'usuari no vol ser contactat per exemple per ser conegut com a font de correu brossa, no ser adequat per a nens per a empleats al lloc de feina; o encara per impedir que un ordenador distant intervingui i faci canvis a un ordenador local.
Quan es tracta d'una llista positiva s'utilitza el terme llista blanca. Tot i això, el que és una llista blanca per ú, pot ser una llista negra per altri, com per exemple va ser el cas de la Llista dels graciats per déu, que reunia els artistes reconeguts pels seus mèrits pel Partit Nazi a Alemanya. Al cas d'espècies amenaçades es parla de la Llista Vermella de la UICN. Així a Espanya, moltes espècies que a mitjans del segle XX encara es trobaven a la llista negra de les Juntas Provinciales de Extinción de Animales Dañinos avui han passat a la Llista Vermella.